# Константинос Панайоту Татис
 Тази статия е за солунския общественик от XVIII – XIX век.  За внука му вижте Константинос Стефану Татис.  
Константинос Панайоту (Панайоти) Татис (на гръцки: Κωνσταντίνος Παναγιώτου Τάττης) е гръцки революционер, член на Филики Етерия, активен деец на Солунската гръцка община.

## Биография
Роден е в 1787 година в корчанското арумънско село Виткук в търговско семейство, занимаващо се с търговия с тютюн. Постоянно пътува по бизнес в Епир, Македония и Тракия и общува с влиятелни фигури в тези области. Влиза във Филики Етерия и разпространява революционните ѝ идеи. На 26 февруари 1815 г. се жени за Екатерини Кафтандзоглу, дъщеря на Йоанис Пулиу Кафтандзоглу, с която има две момчета Стефанос и Йоанис. По време на революцията от 1821 г. е в Сяр, където той е арестуван, измъчван и хвърлен в затвора от османците. След години успява да се освободи с подкуп и в 1832 година се установява в Солун, където продължава да се занимава с търговия на тютюневи изделия. Забогатява, купува няколко имота в центъра на Солун и става важен деец на гръцката общност в града. Епитроп е на църквата „Свети Мина“. Умира в 1864 година.